# Batasio fluviatilis
Batasio fluviatilis е вид лъчеперка от семейство Bagridae. Видът не е застрашен от изчезване.

## Разпространение
Разпространен е в Малайзия (Западна Малайзия), Мианмар и Тайланд.

## Описание
На дължина достигат до 8,6 cm.